# Puliciphora setosa
Puliciphora setosa är en tvåvingeart som beskrevs av Borgmeier 1960. Puliciphora setosa ingår i släktet Puliciphora och familjen puckelflugor. Inga underarter finns listade i Catalogue of Life.